# ビクター ゴー・ゴー!ゴー!!
『ビクター ゴー・ゴー!ゴー!!』は、1967年11月10日から1968年1月26日までTBS系列局で放送されていたTBS製作の音楽バラエティ番組である。その後も1968年2月2日から同年9月27日まで『ビクター トップ・バラエティー』と題して放送されていた。いずれも日本ビクター（現・JVCケンウッド）の協賛番組。放送時間は毎週金曜 19:30 - 20:00 （日本標準時）。

## 概要
両番組ともに、ザ・スパイダース、佐良直美、永井秀和の3組がレギュラー出演していた。『トップ・バラエティー』へのリニューアル後には、スタジオNo.1ダンサーズもメンバーに加わった。構成はたかたかしが担当。
番組は、当時のヒット曲とコミカルな話題を中心に取り上げていた。放送第1回の「前夜祭」では、ゲストの世志凡太が支配人に、田中筆子がジプシーの老婆に扮してスパイダースの将来を占ったり、佐良と永井がゴーゴーを披露したりしていた。
『ビクター夢のスタジオ』の放送開始から3年間金曜19:30枠で放送され続けた日本ビクター協賛による番組シリーズは、当番組の最終回をもって終了した。